# Corancez
Corancez és un municipi francès, situat al departament de l'Eure i Loir i a la regió de Centre – Vall del Loira. L'any 2007 tenia 411 habitants.

## Demografia

### Població
El 2007 la població de fet de Corancez era de 411 persones. Hi havia 158 famílies, de les quals 32 eren unipersonals (12 homes vivint sols i 20 dones vivint soles), 49 parelles sense fills, 69 parelles amb fills i 8 famílies monoparentals amb fills.
La població ha evolucionat segons el següent gràfic:
Habitants censats

### Habitatges
El 2007 hi havia 174 habitatges, 157 eren l'habitatge principal de la família, 9 eren segones residències i 8 estaven desocupats. 170 eren cases i 3 eren apartaments. Dels 157 habitatges principals, 146 estaven ocupats pels seus propietaris, 9 estaven llogats i ocupats pels llogaters i 2 estaven cedits a títol gratuït; 1 tenia una cambra, 5 en tenien dues, 16 en tenien tres, 42 en tenien quatre i 93 en tenien cinc o més. 124 habitatges disposaven pel capbaix d'una plaça de pàrquing. A 50 habitatges hi havia un automòbil i a 101 n'hi havia dos o més.

### Piràmide de població
La piràmide de població per edats i sexe el 2009 era:
| Homes | Edats   | Dones |
| ----- | ------- | ----- |
| 0     | 95 o +  | 0     |
| 0     | 90 a 94 | 0     |
| 0     | 85 a 89 | 0     |
| 0     | 80 a 84 | 0     |
| 0     | 75 a 79 | 4     |
| 4     | 70 a 74 | 0     |
| 8     | 65 a 69 | 12    |
| 4     | 60 a 64 | 0     |
| 20    | 55 a 59 | 12    |
| 16    | 50 a 54 | 24    |
| 24    | 45 a 49 | 28    |
| 28    | 40 a 44 | 16    |
| 24    | 35 a 39 | 20    |
| 16    | 30 a 34 | 28    |
| 8     | 25 a 29 | 16    |
| 4     | 20 a 24 | 8     |
| 12    | 15 a 19 | 12    |
| 16    | 10 a 14 | 28    |
| 16    | 5 a 9   | 24    |
| 12    | 0 a 4   | 12    |

## Economia
El 2007 la població en edat de treballar era de 312 persones, 233 eren actives i 79 eren inactives. De les 233 persones actives 223 estaven ocupades (115 homes i 108 dones) i 10 estaven aturades (4 homes i 6 dones). De les 79 persones inactives 42 estaven jubilades, 31 estaven estudiant i 6 estaven classificades com a «altres inactius».

### Ingressos
El 2009 a Corancez hi havia 151 unitats fiscals que integraven 417 persones, la mediana anual d'ingressos fiscals per persona era de 20.611 €.

### Activitats econòmiques
Dels 2 establiments que hi havia el 2007, 1 era d'una empresa de comerç i reparació d'automòbils i 1 d'una empresa financera.
L'any 2000 a Corancez hi havia 8 explotacions agrícoles que ocupaven un total de 375 hectàrees.

## Poblacions més properes
El següent diagrama mostra les poblacions més properes.